# 川名車站
川名車站（日语：／ Kawana eki */?）是位於愛知縣名古屋市昭和區廣路通八丁目，屬於名古屋市營地下鐵鶴舞線的車站。車站編號為T13。

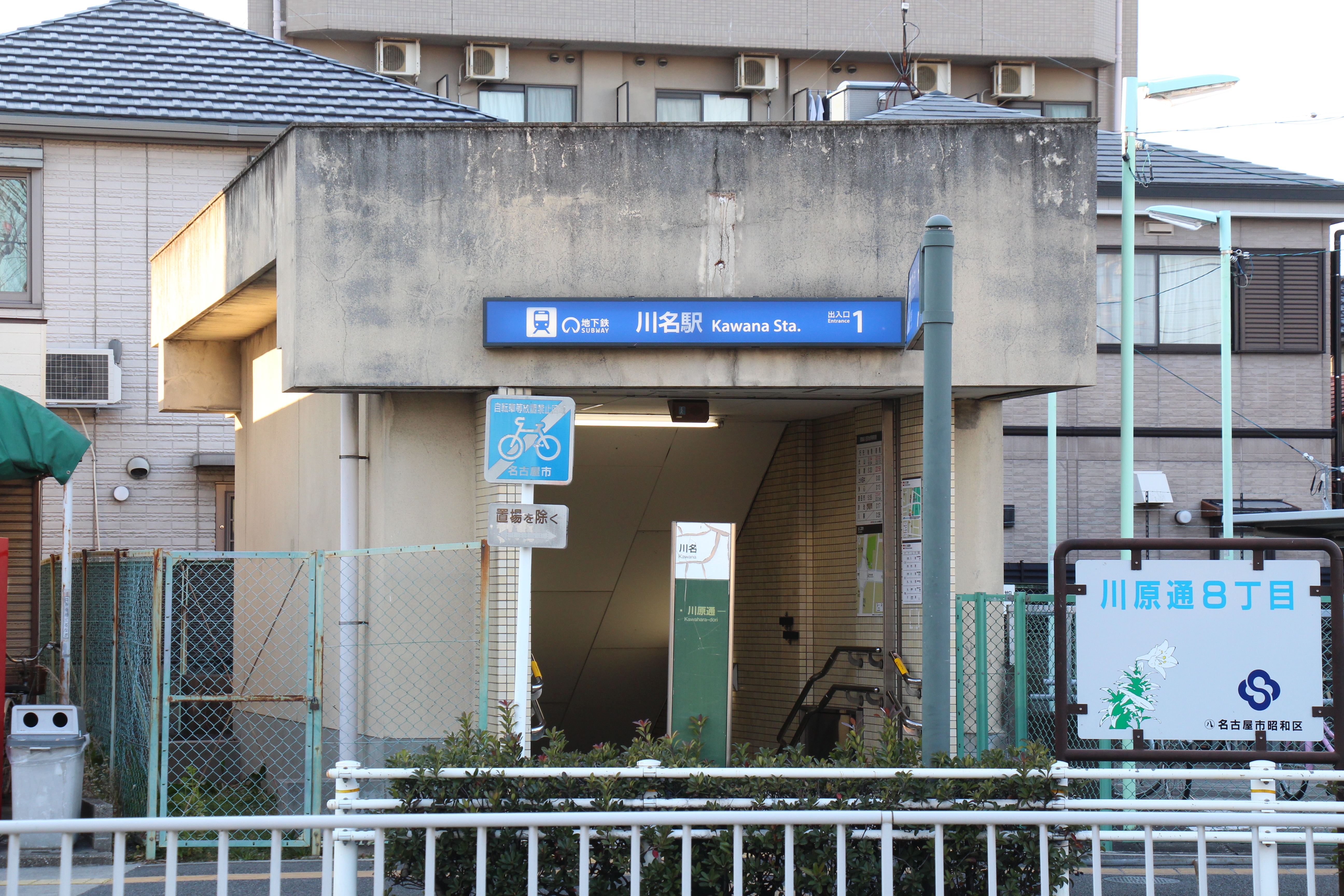
1號出入口(2020年2月)

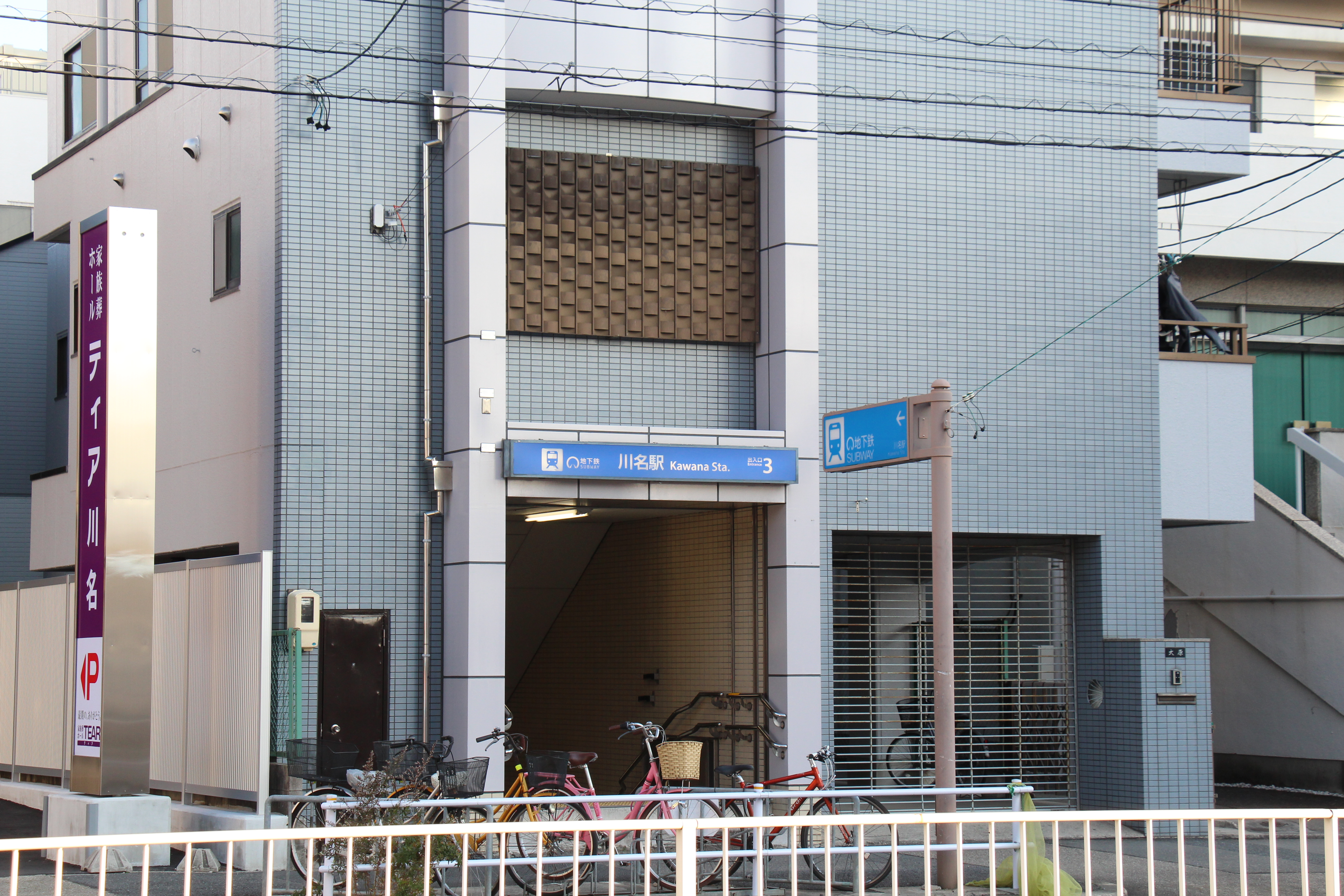
3號出入口(2020年2月)

## 車站結構

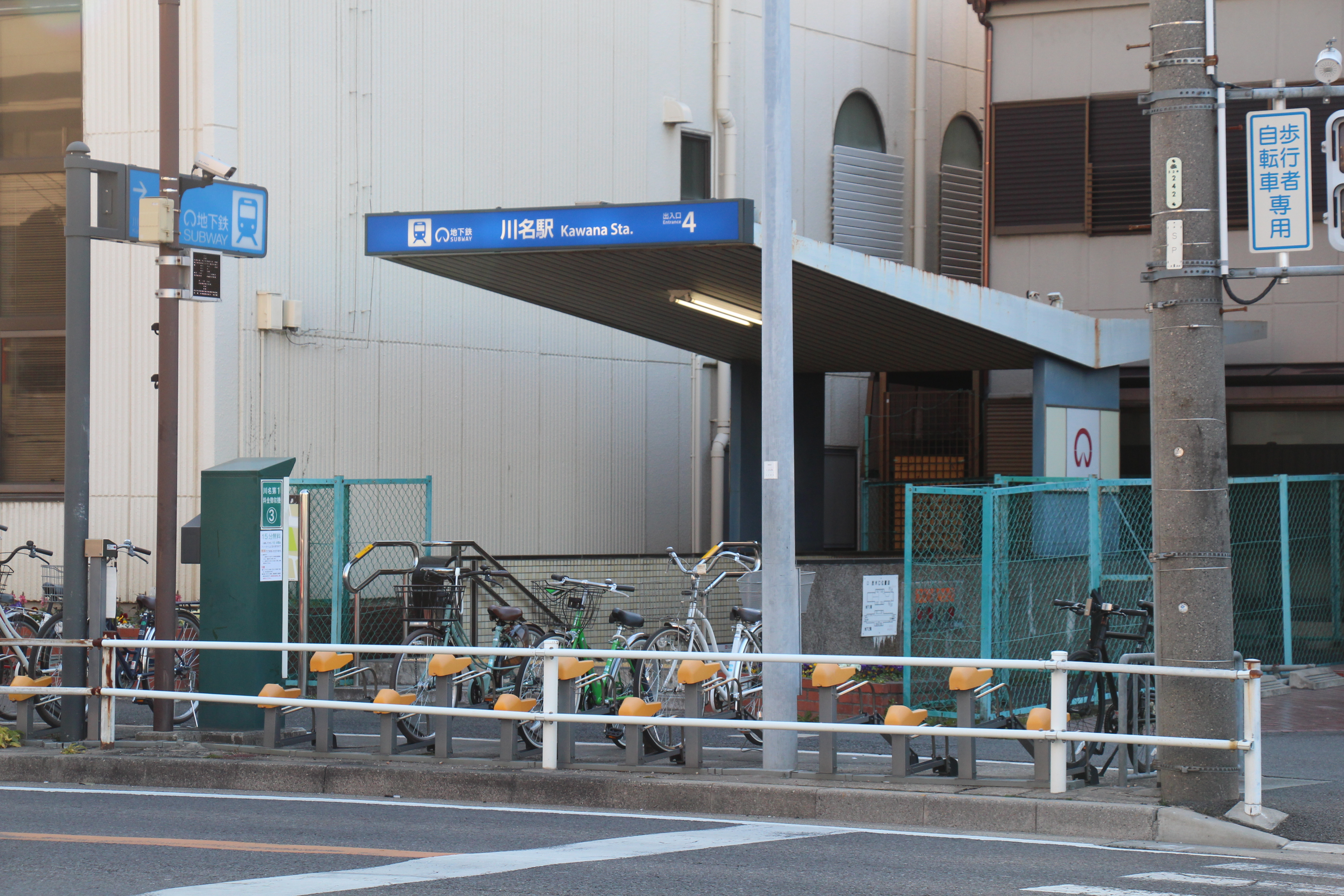
4號出入出入口(2020年2月)

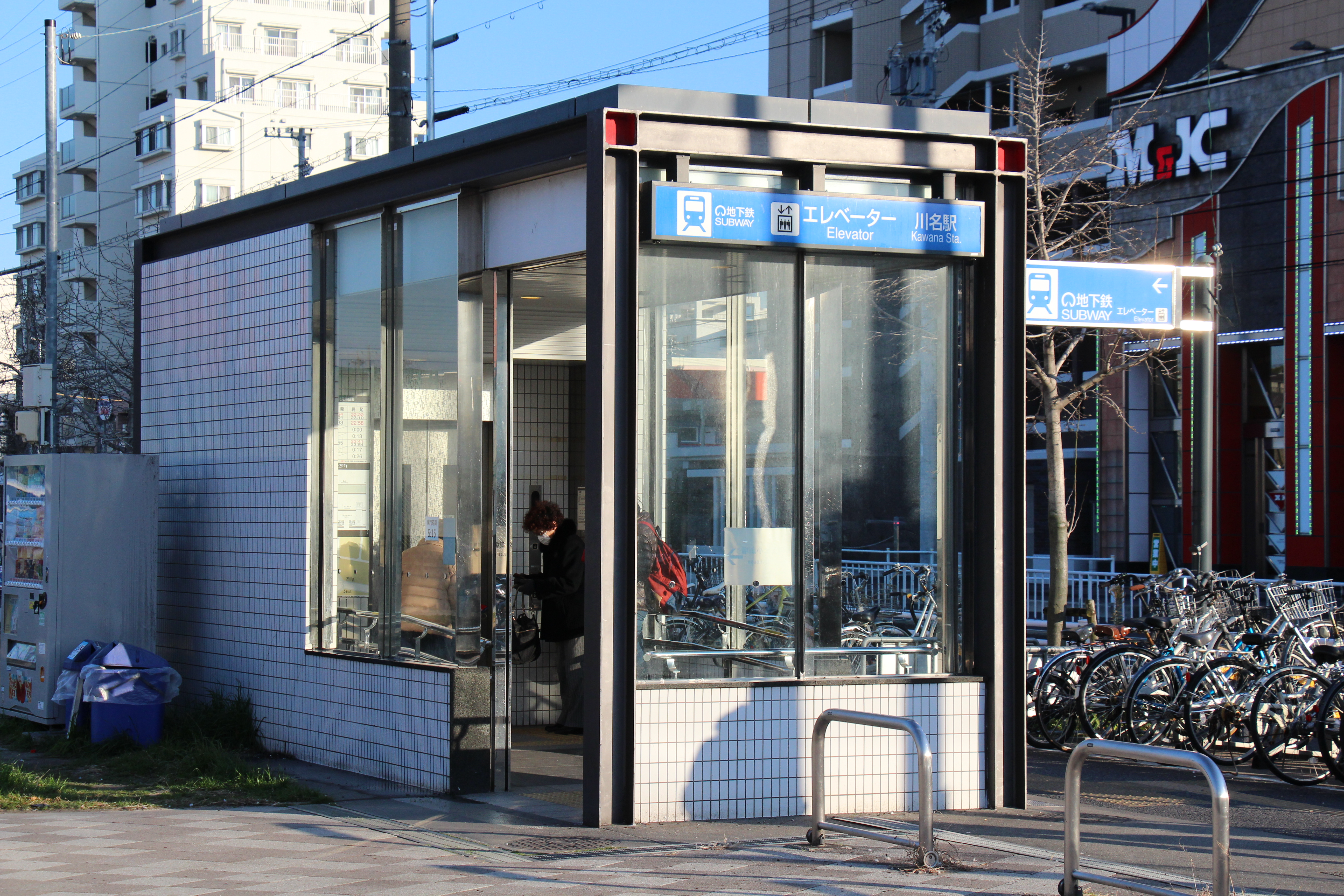
電梯專用出入口(2020年2月)

本站為擁有2面2線側式月台的地下車站。

### 月台配置
| 月台 | 路線   | 目的地                   |
| ---- | ------ | ------------------------ |
| 1    | 鶴舞線 | 八事、赤池、豐田市方向   |
| 2    | 鶴舞線 | 伏見、上小田井、犬山方向 |

## 相鄰車站
名古屋市營地下鐵
 鶴舞線
御器所（T12）－川名（T13）－杁中（T14）

## 外部連結
- 川名 - 名古屋市交通局